# Melanerpes pygmaeus
Melanerpes pygmaeus là một loài chim trong họ Picidae.